# Bundeswahlkreis Ballarat
Koordinaten: 37° 31′ S, 144° 4′ O

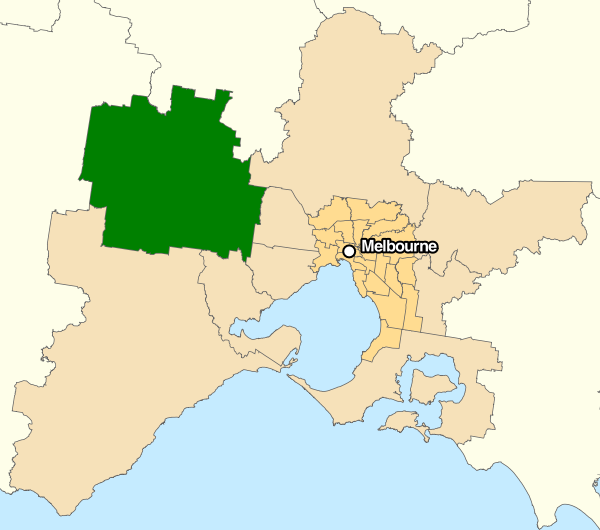
Lage des Wahlkreises in Victoria.

Der Bundeswahlkreis Ballarat ist ein Wahlkreis (englisch electoral division) für die Wahl eines Abgeordneten des australischen Repräsentantenhauses. Er liegt im Bundesstaat Victoria und wurde bereits 1901 gegründet. Er zählt somit zu den ersten 75 Wahlkreisen von Australien. Benannt ist er nach der Provinzstadt Ballarat, dessen Namen vom Aborigine-Wort balaarat für „Ruheplatz“ abgeleitet ist. 
Der Wahlkreis umfasst die Stadt Ballarat sowie die Orte Bacchus Marsh, Ballan, Blackwood, 
Buninyong, Clunes, Creswick, Daylesford, Myrniong, Trentham und Teile von Burrumbeet.

## Geschichte
Zu verschiedenen Zeiten umfasste der Wahlkreis auch andere Städte wie Ararat, Maryborough und Stawell.
Der prominenteste Abgeordnete des Wahlkreises war Alfred Deakin, der dreimal Premierminister von Australien war. Der liberale Senator Michael Ronaldson ist der Enkel von Archibald Fisken, der ebenfalls Abgeordneter des Wahlkreises war. Bei den Parlamentswahl in Australien 1919 schlug der nationalistisch Kandidat Edwin Kerby, den amtierenden Charles McGrath mit nur einer Stimme. Dies war der engste Wahlausgang in der australischen Geschichte. Durch die Behauptung von Charles McGrath, es sei während der Wahl zu Unregelmäßigkeiten gekommen, löste sieben Monate später eine Nachwahl aus. Diese entschied Charles McGrath für sich.

## Bisherige Abgeordnete
| Name              | Partei                                  | Amtszeiten |
| ----------------- | --------------------------------------- | ---------- |
| Peter Cleeland    | Australian Labor Party                  | 1984–1990  |
| Alfred Deakin     | Protectionist Party                     | 1901–1909  |
| Alfred Deakin     | Commonwealth Liberal Party              | 1909–1913  |
| Charles McGrath   | Australian Labor Party                  | 1913–1919  |
| Edwin Kerby       | Nationalist Party of Australia          | 1919–1920  |
| Charles McGrath   | Australian Labor Party                  | 1920–1931  |
| Charles McGrath   | United Australia Party                  | 1931–1934  |
| Archibald Fisken  | United Australia Party                  | 1934–1937  |
| Reg Pollard       | Australian Labor Party                  | 1937–1949  |
| Alan Pittard      | Liberal Party of Australia              | 1949–1951  |
| Bob Joshua        | Australian Labor Party                  | 1951–1955  |
| Bob Joshua        | Australian Labor Party (Anti-Communist) | 1955–1955  |
| Dudley Erwin      | Liberal Party of Australia              | 1955–1975  |
| Jim Short         | Liberal Party of Australia              | 1975–1980  |
| John Mildren      | Australian Labor Party                  | 1980–1990  |
| Michael Ronaldson | Liberal Party of Australia              | 1990–2001  |
| Catherine King    | Australian Labor Party                  | 2001–      |